# Matthias Höpfner
Matthias Höpfner (Erfurt, 30 dicembre 1975) è un bobbista tedesco.

## Biografia
Viene ricordato come vincitore di una medaglia di bronzo nella sua disciplina, vittoria avvenuta ai campionati mondiali del 2008 (edizione tenutasi a Altenberg, Germania) insieme ai suoi connazionali Ronny Listner, Thomas Pöge e Alex Mann
Nell'edizione l'oro andò all'altra nazionale tedesca e l'argento alla nazionale russa.
Sempre nella stessa edizione vinse l'oro nella Gara a squadre con Sebastian Haupt, Sandra Kiriasis, Berit Wiacker, Anja Huber e Alex Mann.